# Hagenbach (Altmühl)
Der Hagenbach ist ein auf dem Hauptstrang 14,4 km langer Bach im Landkreis Ansbach im westlichen Bayern, der bei Leutershausen von rechts und Westnordwesten in die obere Altmühl mündet.

## Geographie

### Verlauf
Der Hagenbach entsteht auf der Frankenhöhe dicht am Weiler Speierhof der Gemeinde Gebsattel, deren namengebender Hauptort schon jenseits der nahen Europäische Hauptwasserscheide zwischen Donau und Rhein liegt. Die mündungsfernste und zugleich höchste, aber unbeständige Quelle des hier Speierhofgraben genannten Baches in der weiten Flurbucht um den Speierhof zwischen den bewaldeten Bergen Spitaleck im Nordosten und Kohlplatte im Südwesten entspringt rund 600 Meter südwestlich des Weilers auf etwa 485 m ü. NHN an einem Hangwaldeck. Von hier läuft der Bach nordöstlich auf den Weiler zu und vereint sich in der Mitte der Bucht auf wenig unter 475 m ü. NHN mit einem kürzeren Quellgraben aus Westnordwesten. Danach beginnt der Bach seinen bis zur Mündung als Hagenbach in die Altmühl sehr richtungsbeständigen Lauf nach Ostsüdosten.
Nicht ganz auf halbem Weg zwischen dem Speierhof und dem Dorf Schönbronn von Buch am Wald läuft der Bach über die Gemeindegrenze, passiert hier die rechts am Hang liegenden zwei Straßenseen und wird dann von der St 2249 gequert. Ab hier wird er nun Froschbächlein genannt. Nach dem Eintritt ins Weichbild von Schönbronn läuft ihm der erste Zulauf von fast einem Kilometer Länge von rechts zu; hier speist ein kurzer linker Abzweig den zentralen Dorfweiher. Unterhalb des Dorfes passiert er die rechts an einem abgezweigten Mühlgraben liegenden Gebäude der Einöde Froschmühle. Wenig danach quert ihn die Straße von Gastenfelden nach Morlitzwinden, wonach von links aus einer Flurbucht im Nordwesten um Geslau-Ober- und Geslau das fast fünf Kilometer lange Hirtenbachl mündet, nach Länge (3,8 km) wie Einzugsgebiet ein dem Hagenbach etwa gleichwertiger linker Oberlauf im Bachsystem.
Hiernach wird das Froschbächlein teilweise Leimbach genannt. Dieser nimmt bald den Deutschbach aus dem Bucher Wald von links auf und fließt an der am linken Ufer liegenden Bucher Leimbachsmühle vorbei. Etwas abwärts in Hagenau mündet sein einzugsgebietsreichster und fast fünf Kilometer langer Zufluss Gastenfelder Bach aus dem Westen, der südlich des namengebenden Gastenfelden mit seinen rechten Zuläufen eine große, bis Schillingsfürst-Stilzendorf reichende Erosionsbucht ausgeräumt hat, was ihm ein dem Leimbach nahekommendes Teileinzugsgebiet verschafft hat.
Mit dem Zusammenfluss von Leimbach und Gastenfelder Bach entsteht nun der auf seinem Namensabschnitt nur noch knapp acht Kilometer lange Hagenbach, dem allein noch ein bedeutender Bach zuläuft, nämlich der Berbersbach. Dessen Quellen liegen am Nordrand des Bucher Waldes und auf seinem insgesamt südöstlichen Lauf durchquert er den Gemeindesitz Buch am Wald und mündet dann weniger als einen Kilometer ostsüdöstlich von Hagenau beim Weiler Berbersbach. Dicht am Südsüdwestrand des linken Höhenwaldes Weidlach entlang durchquert der Hagenbach nun den schon zu Leutershausen gehörenden Weiler Clonsbach, zweigt dann einen langen linken Mühlgraben ab, passiert den Weiler Lenzersdorf am rechten Hangfuß und nimmt dann an der Untreumühle den Nebenlauf wieder auf. Er mündet anschließend zwischen dem dazu gehörigen Pfarrdorf Jochsberg ober- und der näher unterhalb gelegenen Stadt Leutershausen von rechts und in nach wie vor ostsüdöstlichem Lauf auf knapp 425 m ü. NHN in die obere Altmühl.

### Einzugsgebiet
Der Hagenbach hat ein Einzugsgebiet von nicht ganz 35 km² Größe. Es hat ungefähr die Gestalt eines 11 km weit von der Kohlplatte über der Speiergrabenquelle ostsüdöstlich zur Mündung in die Altmühl auslaufenden, nicht ganz gleichschenkligen Keils, der an der westlichen Basis etwa 7 km breit ist. An der linken, nordöstlichen Wasserscheide grenzt vom Frankenhöhe-Trauf am Wildenhofer Ranken südostwärts bis in die Umgegend von Buch am Wald das Einzugsgebiet des großen aufwärtigen Altmühl-Zuflusses Kreuthbach an, danach schiebt sich bis zur Mündung in die Altmühl das Entwässerungsgebiet kleinerer Zuflüsse zu dieser dazwischen. An der südlichen Wasserscheide liegt bald das Einzugsgebiet des wiederum recht großen Erlbacher Mühlbach an, der in selber Richtung wie Kreuthbach und Hagenbach selbst zur Altmühl läuft. An der Südwestecke des Einzugsgebietes entspringen dicht jenseits der hier mit über 540 m ü. NHN das Höhenmaximum im Gebiet erreichenden Wasserscheide deren großer Zufluss Sulzach und in Schillingsfürst die Wörnitz.
Die westliche Wasserscheide ist zugleich Europäische Hauptwasserscheide zwischen Altmühl/Donau diesseits und Tauber/Main/Rhein jenseits. Auf dem größeren Teil der Strecke von Schillingsfürst im Süden bis etwa zur bei der Quelle erwähnten Kohlplatte konkurriert auf der anderen Seite der Wohnbach mit seinen Zuflüssen. Die Scheide ist hier teilweise durch in den alten danubischen Tälern voranschreitende rheinische Gewässeranzapfungen kaum merklich. Auf dem restlichen Stück bis zur Nordwestecke des Einzugsgebiets zurück sammelt jenseits der abwärtige Tauberzufluss Kirnberger Mühlbach seine Nebenbäche. Hier fällt das Terrain nach Westen hin meist steil ab.
Naturräumlich gehört das Einzugsgebiet ganz zur Frankenhöhe (Haupteinheit 114). Der größte Unterraum darin ist das von flacher Flurlandschaft bestimmte sogenannte Gastenfeldener Becken (114.12). Es gliedert sich in ein Teilbecken um die Oberläufe des Hagenbachs Froschbächlein mit Speierhofgraben und Hirtenbachl im Nordwesten einerseits sowie in ein weiteres um den Gastenfelder Bach mit seinen Zuläufen Rothbach und Traisdorfer Bach im Westsüdwesten, die dann wie die entwässernden Bäche nach Osten zu bei Hagenau zusammenlaufen und sich bis zur Mündung des Berbersbachs beim gleichnamigen Weiler so weit verengen, dass das noch folgende enge mittlere und untere Hagenbachtal zu einem der angrenzenden Teilräume gerechnet wird. Diese sind von Wäldern auf den Randhöhen bestimmt, die im Westen zur Rothenburger Hardt (114.10), im Nordwesten zur Bucher Höhe (114.14) und im Südwesten und Süden zu den Sulzach-Randhöhen (114.03) und einem Ostausläufer von ihr gehören und das Becken sehr geschlossen umringen. Merkliche Flurbrücken zu anschließenden offenen Landschaften gibt es im Nordwesten bei Oberbreitenau und Unterbreitenau zum Colmberger Becken (114.13) um den Kreuthbach und die obere Altmühl selbst, beim Schillingsfürster Schafhof zur Wettringer und Oestheimer Bucht (127.91) des im Westen unterhalb der Keuperstufe anliegenden Naturraums Hohenloher Ebene (Haupteinheit 127), daneben selbstredend den Flurschlauch entlang dem Hagenbach-Namenslauf bis zur Altmühl im Osten, der zur Bucher Höhe gerechnet wird.
Die größten Höhen im Einzugsgebiet liegen alle an der westlichen Wasserscheide oder dicht an dieser an der linken und rechten. Am Südwesteck auf dem Bergrücken, der sich von Schillingsfürst ostwärts zieht, werden über 545 m ü. NN erreicht, zu Zeiten entspringt der Bronnenhaus-Quellast des Stilzendorfer Bachs nahebei fast auf dieser Höhe. Die Kohlplatte südwestlich von Speierhof ragt bis über 520 m ü. NN auf, nördlich von Oberbreitenau erhebt sich die Hochfläche über dem Stiftsholz bis 524 m ü. NN.
Den mit Abstand größten und zentralen Anteil am Einzugsgebiet hat die Gemeinde Buch am Wald. Im Süden, Südwesten und Westen gehört ein weiterer großer Teil zur Schillingsfürst, im Westen ein winziger zu Gebsattel, im Norden ein merklicher zu Geslau und der ebenfalls merklich große Mündungskeil ab dem mittleren Namenslauf des Hagenbachs im Osten zu Leutershausen.

### Zuflusssystem
Hierarchische Liste der Zuflüsse und  Seen, jeweils von der Quelle zur Mündung, jeweils eingerückt unter dem Vorfluter. Gewässernamen, Gewässerlängen, Seeflächen und Höhen in der Regel nach dem BayernAtlas. Andere Quellen für die Angaben sind vermerkt.
Ursprung des Hagenbachs am Ostrand von Buch am Wald-Hagenau auf etwa 433 m ü. NHN aus dem Zusammenfluss von Leimbach und Gastenfelder Bach.
- Leimbach, auch Froschbächlein genannt, westnordwestlicher, linker und Hauptoberlauf des Hagenbachs, auf dem Namensabschnitt ca. 2,9 km, auf dem Hauptstrang ab der Quelle des Speierhofgrabens 6,8 km[GV 1] und 12,1 km².[GV 2] Entsteht auf etwa 441 m ü. NHN etwa 0,7 km westsüdwestlich von Buch am Wald-Morlitzwinden aus dem Zusammenfluss von Froschbächlein und Hirtenbachl.
  - Froschbächlein, rechter und Hauptoberlauf des Leimbachs, auf dem Namensabschnitt ca. 2,5 km, ab der Quelle des Speierhofbachs 3,8 km.[GV 1] und 4,1 km².[GV 2] Setzt ab der Unterquerung der St 2249 etwas nach der Gemeindegrenze von Gebsattel den vorigen Speierhofgraben fort.
    - Speierhofgraben, Oberlauf des Froschbächleins, ca. 1,4 km. Entsteht auf etwa 485 m ü. NHN an einem Waldeck etwa 600 Meter südwestlich von Speierhof an der Gemeindegrenze von Gebsattel zu Schillingsfürst.
      - Zulauf in Richtung der Talachse, von links und Westen auf etwa 469 m ü. NHN an einem kleinen Wäldchen südwestlich des Speierhofs, ca. 0,2 km.
      - Zulauf, von rechts und Südwesten auf über 467 m ü. NHN am Feldweg von Speierhof nach Süden, ca. 0,6 km. Entsteht auf etwa 478 m ü. NHN am Hangwaldrand zum Gründle.
        -  Durchläuft am Waldrand zwei Weiher, zusammen ca. 0,5 ha.

      -  Zwei Weiher namens Straßensee auf etwa 465 m ü. NHN und etwa 462 m ü. NHN rechts am Waldrand gleich nach dem Übertritt auf die Gemeindegemarkung von Buch am Wald, ca. 0,8 ha und ca. 1,5 ha. Hier unterquert der Speierhofgraben auch die St 2249 und wird zum Froschbächlein.

    - Zulauf, von rechts und Südwesten auf etwa 458 m ü. NHN am westlichen Dorfende von Schönbronn, ca. 0,9 km. Entsteht auf unter 484 m ü. NHN am Lerchenholz.
      -  Durchläuft auf unter 478 m ü. NHN einen Weiher am Waldaustritt, ca. 0,1 ha.

    -  Dorfweiher neben dem Lauf auf etwa 457 m ü. NHN, ca. 0,4 ha. Über einen kurzen linken Ast be- und entwässert.
    -  Etliche Kleinteiche südlich am rechten Hang über dem Dorf im Golfpark Rothenburg-Schönbronn.
    -  Nach Klärteichen schlängeliger Kontur abwärts des Dorfes auf etwa 449 m ü. NHN gleich danach Abgang nach rechts des aufgeweiteten Kanals zur Froschmühle und dessen Rücklauf.

  - Hirtenbachl, linker Oberlauf des Leimbachs 3,8 km[GV 1] und 4,9 km².[GV 2] Entsteht auf etwa 477 m ü. NHN etwa 1,1 km nordwestlich von Geslau-Oberbreitenau tief in einer Flurbucht unter dem Wildenhofer Ranken. Verläuft durchweg südöstlich. Im Oberlauf bis Oberbreitenau führt der Bach nicht immer Wasser, ebenso einige auf dieser Strecke von der Seite zulaufende kurze Gräben.
    - Zulauf, von rechts und Westen auf etwa 456 m ü. NHN kurz vor dem ersten Hof rechts des Weilers Unterbreitenau von Geslau, ca. 0,8 km. Entsteht auf etwa 462 m ü. NHN zwischen Feldern im Stückfeld südsüdwestlich von Oberbreitenau und begleitet überwiegend einen Feldweg.
    - Zulauf, von links und Norden auf knapp 455 m ü. NHN an der Westspitze der geschlossenen Bebauung Unterbreitenaus, ca. 0,6 km. Entsteht auf etwa 468 m ü. NHN zwischen Feldern im Höhenklingenfeld nördlich von Unterbreitenau. Ab dieser Zumündung beginnt das Hirtenbachl, bisher ein recht gerader und nur sehr sporadisch von Büschen oder Bäumen bestandener Graben, einen leichten Mäanderlauf.
    -  Gegenüber der Mündung des vorigen liegt ein Löschwasserteich, ca. 0,1 km.
    - Zulauf, von rechts und zuletzt Süden auf etwa 454 m ü. NHN gegenüber der geschlossenen Bebauung Unterbreitenaus, ca. 1,3 km. Entsteht auf etwa 469 m ü. NHN an der Ostspitze des Waldes Spitalholz südwestlich von Unterbreitenau neben der Kreisstraße AN 7. Dicht im oberen Mündungswinkel liegt der vorgenannte Teich.
    - Zulauf, von links und Nordosten auf etwa 452 m ü. NHN am letzten Gebäude von Unterbreitenau, ca. 0,6 km. Entsteht auf etwa 465 m ü. NHN am Fuß des Hangwaldgewanns Ameisberg. Etwa 200 Meter unterhalb beginnt eine Baumgalerie, das Hirtenbachl zu begleiten.
    - Lauterbach (?)[BA 6], von rechts und Nordosten auf etwa 446 m ü. NHN etwa 200 Meter südwestlich des Weilers Morlitzwinden von Buch am Wald, ca. 1,0 km. Entsteht auf etwa 474 m ü. NHN nordöstlich von Morlitzwinden vor der Nordwestspitze des Bucher Walds und durchläuft südwestwärts das Feldgewann Lauterbach.
      -  Entwässert fünf Kleinweiher auf etwa 462 m ü. NHN an der Nordspitze von Morlitzwinden, davon zwei in einer von Nordwesten zulaufenden Geländemulde, zusammen ca. 0,3 ha.
      -  Speist und entwässert drei Weiher auf etwa 454 m ü. NHN am nordwestlichen Siedlungsrand von Morlitzwinden beidseits der Straße aus Geslau-Geslau, zusammen ca. 0,4 ha.
      - Zulauf, von links und Osten im Weiler gleich nach dem letzten der vorigen, ca. 0,3 km. Entsteht am östlichen Ortsrand zum Buchfeld wohl noch diesseits eines Hofs in Einzellage und  durchläuft im Weichbild einen Kleinweiher von unter 0,1 ha. Im Ort verdolt.

    -  Im abwärtigen Mündungswinkel des Lauterbachs liegt ein Weiher mit kleiner Insel, ca. 0,6 ha.

  - Deutschbach, von links und Nordosten auf etwa 439 m ü. NHN etwa 700 Meter westnordwestlich der Leimbachsmühle, ca. 1,2 km. Entsteht mitten im Bucher Wald auf etwa 476 m ü. NHN.
    -  Durchläuft auf Höhen um 450 m ü. NHN zwei Weiher unmittelbar vor und nach dem Waldaustritt, zusammen ca. 0,3 ha.
    - Auengraben, von rechts weniger als 100 Meter vor der Mündung, ca. 0,3 km. Ist ein durchgehender Grabenzug vom Leimbach etwas oberhalb, der kleine Quellzuläufe vom flachen linken Hang aufnimmt. Die von ihm und dem Leimbachlauf umschlossene flache Wiese entwässert wenige Schritte vor der Deutschbachmündung auch noch über einen anderen kurzen Stichgraben zum Leimbach selbst.
- Gastenfelder Bach, westsüdwestlicher und rechter Oberlauf des Hagenbachs, 4,9 km[GV 1] und 12,2 km².[GV 2] Entsteht im Effnerwald wenig südöstlich des Sengelhofs auf etwa 483 m ü. NHN.
  - Kürzerer Quellast, von rechts auf etwa 447 m ü. NHN am Waldrand nördlich des Gaishofes, ca. 0,5 km. Entsteht auf etwa 451 m ü. NHN westlich des Gaishofes in einem weiten, mit dem dort abknickenden und über Wohnbach und Tauber entwässernden Gründleinsgraben gemeinsamen Talzug.
  - Rothbach, von rechts auf etwa 440 m ü. NHN kurz vor Gastenfelden, ca. 1,9 km. Entsteht auf etwa 455 m ü. NHN nordwestlich von Schweikartswinden vor dem Wald. Nur anfangs Feldweg-, danach Wiesengraben.
    - Kürzerer Quellast, von rechts auf etwa 448 m ü. NHN nordöstlich von Schweikartswinden, ca. 0,4 km. Entsteht auf etwa 461 m ü. NHN am nördlichen Weilerrand.

  -  Entwässert in sehr flacher Aue auf etwa 437 m ü. NHN über einen ca. 0,4 km langen rechten Grabenzulauf durchs Gewann Großer See einen etwa 0,2 ha großen Weiher rechts des Baches am Ostrand von Gastenfelden. Dieser Graben passiert einen weiteren verlandenden, etwa 0,2 ha großen Weiher mit unregelmäßiger Kontur in dessen Norden.
  - Traisdorfer Bach, von rechts und Südosten auf etwa 434 m ü. NHN etwa 0,3 km westlich von Hagenau, ca. 2,6 km ab dem Zusammenfluss der Quellbäche, ca. 5,2 km ab der Quelle des Stilzendorfer Bachs über dem Bronnenhaus und ca. 6,9 km². Entsteht auf etwa 445 m ü. NHN aus dem Zusammenfluss von linkem Schweikartswindener Bach und rechtem Stilzendorfer Bach etwa 300 Meter westsüdwestlich des Dorfrandes von Traisdorf.
    - Schweikartswindener Bach, linker Quellast des Traisdorfer Bachs. Entsteht auf etwa 458 m ü. NHN im Gewann Seefeld neben der Kreisstraße AN 6 von Stilzendorf nach Gastenfeld aus dem Zusammenfluss zweier Quelläste neben der AN 5 etwa 0,8 km nordöstlich von Stilzendorf, ca. 1,9 km und ca. 1,2 km².
      - Westlicher Quellast des Schweikartswindener Bachs, linker Quellast, ca. 0,7 km und ca. 0,4 km². Entsteht auf etwa 468 m ü. NHN im Gewann Langes Pferd unweit der Dorfverbindungsstraße von Stilzendorf nach Schweikartswinden.
        - Grundwasserfassung, wenig links des Laufs am Ostknick noch im Langen Pferd.

      - Südwestlicher Quellast des Schweikartswindener Bachs, rechter Quellast, ca. 0,8 km und ca. 0,2 km². Entsteht auf etwa 480 m ü. NHN am Nordrand von Stilzendorf.

    - Stilzendorfer Bach, rechter Quellast des Traisdorfer Bachs. Entsteht durch den Zusammenfluss auf etwa 460 m ü. NHN von zwei Quellästen etwa 1,0 km östlich von Stilzendorf am Feldwegknick unter dem Kleinen First, ca. 1,1 km ab dem Zusammenfluss, ca. 2,6 km ab der Quelle des rechten Quellasts und ca. 2,1 km².
      - Bronnenhaus-Quellast des Stilzendorfer Bachs aus Richtung des Bronnenhauses, von rechts und Südwesten, ca. 1,5 km und ca. 0,9 km², Entsteht auf etwa 542 m ü. NHN auf dem Hochebenensporn östlich von Schillingsfürst als Feldweggraben an der AN 5 zwischen der Kleinstadt und dem zugehörigen Weiler Ziegelhütte östlich davon.
        - Zulauf aus mehreren Hangquellen und  einer von ihnen gespeisten Weiherkette von zusammen ca. 0,3 ha, auf etwa 492 m ü. NHN am Stufenhangfuß unterm Bronnenhaus. Alle Zuläufe unter 0,3 km, höchste der Quellen auf rund 530 m ü. NHN.
        -  Weiherkette beim Mittellauf in der Vorderen Hut auf ca. 485–475 m ü. NHN, zusammen ca. 0,6 ha.

      - Quellbach aus dem namengebenden Dorf des Stilzendorfer Bachs, von links und Westen, ca. 1,3 km und ca. 0,5 km². Entsteht wenig unter 500 m ü. NHN einen Steinwurf vom Sportplatz am südlichen Ortsrand als Feldweggraben. Begleitet fast durchweg Straßen und Feldwege.
        -  Speist auf unter 483 m ü. NHN einen Weiher im Ort, ca. 0,1 ha.

      -  Weiherkette auf etwa 452 m ü. NHN links des Laufs unterm Oberen First, zusammen ca. 0,5 ha.
      -  Weiher auf etwa 447 m ü. NHN links des Laufs, eben schon auf der Gemarkung von Buch am Wald und kurz vor dem Zusammenfluss mit dem Schweikartswindener Bach, ca. 0,1 ha.

    - Zufluss, von rechts und Süden auf etwa 442 m ü. NHN gegenüber von Traisdorf, ca. 0,7 km. Entsteht auf unter 469 m ü. NHN am Hangfuß des Unteren Firsts.
    - Zufluss, von rechts und Süden auf über 441 m ü. NHN neben der AN 6, ca. 0,8 km. Entsteht auf unter 459 m ü. NHN zwischen dem Lauf des vorigen und der Kreisstraße.
      -  Entwässert einen Weiher nahe der Quelle, ca. 0,1 ha.
      -  An der Mündung liegt ein Weiher, ca. 0,1 ha.

    -  Drei Teiche auf unter 440 m ü. NHN unterhalb der Traisdorfer Kläranlage, links des Laufs, zusammen ca. 0,4 ha.
    -  Zwei Weiher auf etwa 436 m ü. NHN rechts des Laufs etwa 0,8 km südwestlich des diesseitigen Hagenau, ca. 0,5 ha.

  -  Weiher rechts neben dem Lauf kurz nach der Zumündung des Traisdorfer Bachs, ca. 0,5 ha. Ein weiterer Weiher etwa gleicher Fläche liegt auf etwa 435 m ü. NHN etwa 200 Meter weiter rechts am untersten Hang.
- Berbersbach, von links und Norden auf etwa 431 m ü. NN beim Weiler Berbersbach von Buch am Wald, ca. 2,6 km und ca. 3,0 km². Entsteht auf etwa 474 m ü. NHN im Ostsaum des Bucher Waldes zum Sandfeld, etwa 1100 Meter westnordwestlich der Dorfmitte.
  -  Weiher auf etwa 463 m ü. NHN rechts am Lauf am Ortseingang von Buch am Wald, unter 0,1 ha. Im Dorf ist der Bach dann meistens verdolt.
  - Zufluss, von rechts und Westen auf unter 459 m ü. NHN in Buch am Wald, ca. 0,9 km. Entsteht an der Südwestspitze des Sandfeldes auf etwa 472 m ü. NHN.
    -  Durchläuft auf unter 465 m ü. NHN zwei Weiher am westlichen Dorfrand, zusammen ca. 0,2 ha.

  -  Weiher in Mündungsnähe des vorigen gut 50 Meter südwestlich der Kirche, unter 0,1 ha. Danach bis zum folgenden überwiegend offener Lauf
  -  Dorfweiher zwischen Haupt- und Jochsberger Straße mit kleiner Insel, ca. 0,7 ha.
  -  Weiher auf etwa 445 m ü. NHN in den Mühlwiesen vor der Kleinmühle rechts am Lauf, ca. 0,1 ha.
  -  Zwei kleine Klärteiche sowie ein halbes Dutzend Weiher auf etwa 440–435 m ü. NHN von zusammen ca. 0,7 ha.
  -  Kleiner Weiher auf etwa 433 m ü. NHN links des Laufs an der Rufenmühle bei Berbersbach, unter 0,1 ha.
- Zufluss, von rechts und Süden auf noch über 430 m ü. NHN kurz nach Berbersbach, ca. 0,9 km. Entsteht auf unter 460 m ü. NHN am Waldhang Pöbelholz gegenüber von Berbersbach. Lange Feldweggraben.
- Zufluss, von links und Norden auf etwa 429 m ü. NHN in den Clonsbacher Wiesen kurz nach einer Waldenge und eben schon auf der Gemarkung von Leutershausen, ca. 0,3 km. Entsteht in einer Talflurbucht ins Weidlachholz auf etwa 431 m ü. NHN.
- Zufluss, von rechts kurz vor Clonsbach, ca. 1,0 km. Entsteht auf etwa 450 m ü. NHN am Südwesteck des Feldgewanns Mittelfeld zum Hangwald Kugelholz (oder Kudelholz?) südwestlich von Clonsbach und läuft größtenteils als Feldweggraben. Von hier bis zum folgenden Abgang läuft der davor und danach mäanderreiche Hagenbach in geradem Grabenlauf.
- Abgang des Mühlkanals zur Untreumühle, nach links kurz nach Clonsbach.
- Zufluss, von rechts und aus dem Südwesten in den Hagenbach selbst etwa 200 Meter talabwärts vom Kanalabgang, ca. 1,1 km. Entsteht an der Ostspitze des Kugelholzes am rechten Hangfuß südöstlich von Clonsbach auf etwa 448 m ü. NHN und läuft nach kurzer Berührung des Siedlungsrandes von Clonsbach als Auengraben neben dem Hagenbach.
- Graben, von rechts und Süden gleich danach vom Rand der Hangwaldinsel Tränkenloh, ca. 0,3 km.
- Zufluss, von rechts und Süden bei Lenzersdorf, ca. 1,4 km. Entsteht auf etwa 472 m ü. NHN am oberen Rand des forstbestandenen Schollenbergfeldes südlich von Lenzersdorf und läuft verdolt durch den Ort. Bis zum Weiler durchweg wegbegleitend.
  -  Durchläuft auf etwa 434 m ü. NHN den Lenzersdorfer Feuerlöschweiher am Südrand des Weilers, ca. 0,1 ha.
- Rücklauf des Mühlkanals zur Untreumühle, von links auf unter 426 m ü. NHN an dieser, ca. 1,8 km.
- Etwa 400 Meter westnordwestlich der Mündung des Hagenbachs stößt dieser auf etwa 425 m ü. NHN mit einer Schlinge an eine Straße, jenseits derer ein Flutgraben einsetzt und auf etwa 200 Metern in stark abkürzendem, geraden Nordostlauf zur Altmühl zieht.
- Zwei Altwasserreste wenige Schritte vor der Mündung rechts.

Mündung des Hagenbachs auf etwa 425 m ü. NHN zwischen Leutershausen-Jochsberg und Leutershausen selbst von rechts und Westnordwesten in die obere Altmühl. Der Bach ist hier auf seinem Namensabschnitt 7,8 km, auf seinem gesamten Hauptstrang ab der Quelle des Speierhofgrabens 14,6 km lang und hat ein Einzugsgebiet von 34,7 km² hinter sich.

### Ortschaften
am Hauptstrang mit ihren Zugehörigkeiten. Nur die Namen tiefster Schachtelungsstufe bezeichnen Siedlungsanrainer.
- Landkreis Ansbach

Hauptstrangabschnitt Speierhofgraben:
- Gemeinde Gebsattel

- Speierhof (Weiler, links in wenig Abstand)

Hauptstrangabschnitt Froschbächlein:
- Gemeinde Buch am Wald

- Schönbronn (Dorf)
- Froschmühle (Einöde, rechts)

Hauptstrangabschnitt Leimbach / Froschbächlein:
- Leimbachsmühle (Einöde, links)
- Hagenau (Kirchdorf, überwiegend rechts)

Hauptstrangabschnitt Hagenbach:
- Berbersbach (Weiler, links)

- Stadt Leutershausen

- Clonsbach (Weiler, überwiegend rechts)
- Lenzersdorf (Weiler, mit Abstand am rechten Hangfuß)
- Untreumühle (Einöde, links)
- Jochsberg (Pfarrdorf, Südrand am Hang über der Untreumühle)

## Geologie
Der Hagenbach und seine Zuflüsse laufen, wegen ihres geringen Gefälles und weil der Hauptstranglauf zum natürlichen Schichtenfallen nur einen kleinen Winkel einschließt, zur Gänze im Mittelkeuper. Die höheren Quellen liegen im Sandsteinkeuper, die niedrigeren im Gipskeuper (Grabfeld-Formation), in dem der Bach auch mündet. Im Bereich der flachen Mündungskonvergenz östlich von Gastenfelden, wo Traisdorfer Bach, Gastenfelder Bach und Froschbächlein/Leimbach nacheinander zusammenlaufen, liegt ein Lösssedimentkeil, der sich dann schmal dem Hagenbach entlang bis etwa Clonsbach weiterzieht. Vor allem die zwei südlichen der drei eben genannten großen Quellbäche laufen schon früh in Auensedimentbändern, deren eines auch den Hagenbach weiter bis zu seiner Mündung begleitet.
Zwischen dem Speierhofgraben/Froschbächlein/Leimbach im Norden und dem Gastenfelder Bach im Süden zieht eine über 3 km lange nachgewiesene Störung, die schon etwas westlich der Hauptstrangquelle einsetzt und etwa südlich der Froschmühle endet.

### BayernAtlas („BA“)
Amtliche Online-Gewässerkarte mit passendem Ausschnitt und den hier benutzten Layern: Lauf und Einzugsgebiet des Hagenbachs

Allgemeiner Einstieg ohne Voreinstellungen und Layer: BayernAtlas der Bayerischen Staatsregierung (Hinweise)
1. 1 2 3  Höhe abgefragt auf dem Hintergrundlayer Amtliche Karte (Rechtsklick).
2. ↑  Gewässernamen nach dem BayernAtlas. Bei abweichender Auszeichnung auf verschiedenen Maßstäben wurde plausibel abgegrenzt, wo möglich unter Zuhilfenahme der im einschlägigen Teilverzeichnis der Bach- und Flussgebiete in Bayern des Landesamtes für Umwelt verzeichneten Längen von Namensabschnitten.
3. ↑  Mit leider ungenauer Abschnittsbeschriftung. Für die Namensabschnitte bitte auf Zoomstufe 13 vergrößern (Lagekartenauflösung).
4. ↑  Länge abgemessen auf dem Hintergrundlayer Amtliche Karte.
5. ↑  Seefläche abgemessen auf dem Hintergrundlayer Amtliche Karte.
6. ↑  Name erschlossen aus dem Gewannnamen auf dem Bayernatlas.
7. ↑  Geologie nach dem Layer Geologischen Karte 1:500.000.

### Gewässerverzeichnis Bayern („GV“)
1. 1 2 3 4 5 6  Länge nach: Verzeichnis der Bach- und Flussgebiete in Bayern – Flussgebiet Lech bis Naab, Seite 95 des Bayerischen Landesamtes für Umwelt, Stand 2016 (PDF; 2,9 MB) (Seitenzahl kann sich ändern)
2. 1 2 3 4 5 6  Einzugsgebiet nach: Verzeichnis der Bach- und Flussgebiete in Bayern – Flussgebiet Lech bis Naab, Seite 95 des Bayerischen Landesamtes für Umwelt, Stand 2016 (PDF; 2,9 MB) (Seitenzahl kann sich ändern)

### Sonstige
1. ↑  Wolf-Dieter Sick: Geographische Landesaufnahme: Die naturräumlichen Einheiten auf Blatt 162 Rothenburg o. d. Tauber. Bundesanstalt für Landeskunde, Bad Godesberg 1962. → Online-Karte (PDF; 4,7 MB)
2. ↑  Franz Tichy: Geographische Landesaufnahme: Die naturräumlichen Einheiten auf Blatt 163 Nürnberg. Bundesanstalt für Landeskunde, Bad Godesberg 1973. → Online-Karte (PDF; 4,0 MB)